# Скрипка Анатолій Сергійович
Анато́лій Сергі́йович Скри́пка (15 жовтня 1937, Запоріжжя — 1 квітня 2020) — український художник. Член Спілки радянських художників України з 1962 року.

## Біографія
Народився 15 жовтня 1937 року в місті Запоріжжі (нині Україна). 1960 року закінчив Мінське художнє училище, де навчався у Олега Луцкевича.
Жив і працював у Запоріжжі.  Помер 1 квітня 2020 року.

## Творчість
Працював у галузях монументального й станкового живопису та станкової графіки. Серед робіт:

### Картини
- «Баржа» (1961);
- «Брестська фортеця» (1965);
- «Мінськ» (1965);
- «Зима» (1965);
- «Земля осіння» (1966);
- «За червоний прапор» (1969).

### Монументальні роботи
- вітраж «Індустріальне Запоріжжя» у Запорізькому будинку техніки (1965);
- панно «Весняна пісня» у запорізькому кафе «Марічка» (1966, у співавторстві з Леонідом Орленком та Григорієм Соколенком).
- барельєф «Печатки Війська Запорозького» в готелі «Хортиця» на острові Хортиці (1969, у співавторстві з Геннадієм Марченком)[2];
- барельєф «Народне мистецтво» в Палаці культури Запорізького трансформаторного заводу (1970, диплом 3-го ступеня Спілки архітекторів України[3]; у співавторстві Геннадієм Марченком)[2];
- розпис «Скіфське полювання» у Енергодарі (1973).

Брав участь у республіканських виставках з 1965 року. 2012 року в Запорізькому обласному художньому музеї відбулася «Виставка п'ятьох» приурочена ювілеям п'яти запорізьких художників, зокрема 75-річчю Анатолія Скрипки.
Роботи художника представлені в музейних і приватних зібраннях в Україні, Білорусі, Польщі, Болгарії, Угорщини, Чехії, Німеччини та Франції.